# エニグマ・ブラック・ステージ
エニグマ・ブラック・ステージ（Enigma Black Stage、タイ語: บุหงาหมื่นภมร）は、タイ王国で製作されたスーパーナチュラル・スリラー・テレビドラマシリーズ。GMMTVおよびParbdee Taweesukにより制作され、ONE 31およびNetflixで2025年7月26日から放送予定。主演はメタウィン・オーパッシアンカジョーンとジャリンポーン・ジュンキアット。
本作は2023年に放送されたドラマ『エニグマ』の続編にあたる。

## あらすじ
新たな舞台劇『The Bloom and a Thousand Bees』の主演女優の座を巡って熾烈な競争が繰り広げられる中、黒魔術を巡る恐ろしい事件が巻き起こる。

## キャスト

### メインキャスト[3]
- メタウィン・オーパッシアンカジョーン - アジン・ナカリッタ役
- ジャリンポーン・ジュンキアット - プレーンピン役

### サポートキャスト
- ユ・プラリヤピット - ジウ役
- ティシャール・トゥラチョン - マイデイ役
- ティプナリー・ウィーラワノドム - アニャ役
- ニティ・チャイチタトーン - レイ役

## 製作
本作は2023年10月18日にバンコクで行われた「GMMTV 2024 UP & ABOVE PART 1」イベントにて公式に発表された。脚本の読み合わせは2024年9月4日に行われ、同年10月28日に撮影が開始、12月22日に撮影が完了した。撮影は全21日間、2か月にわたって行われた。

## 放送
- 放送局：ONE 31（タイ国内）[5]
- 放送開始日：2025年7月26日
- 放送時間：毎週土曜 20:30（ICT）
- 配信プラットフォーム：Netflix